# Flota Norweska

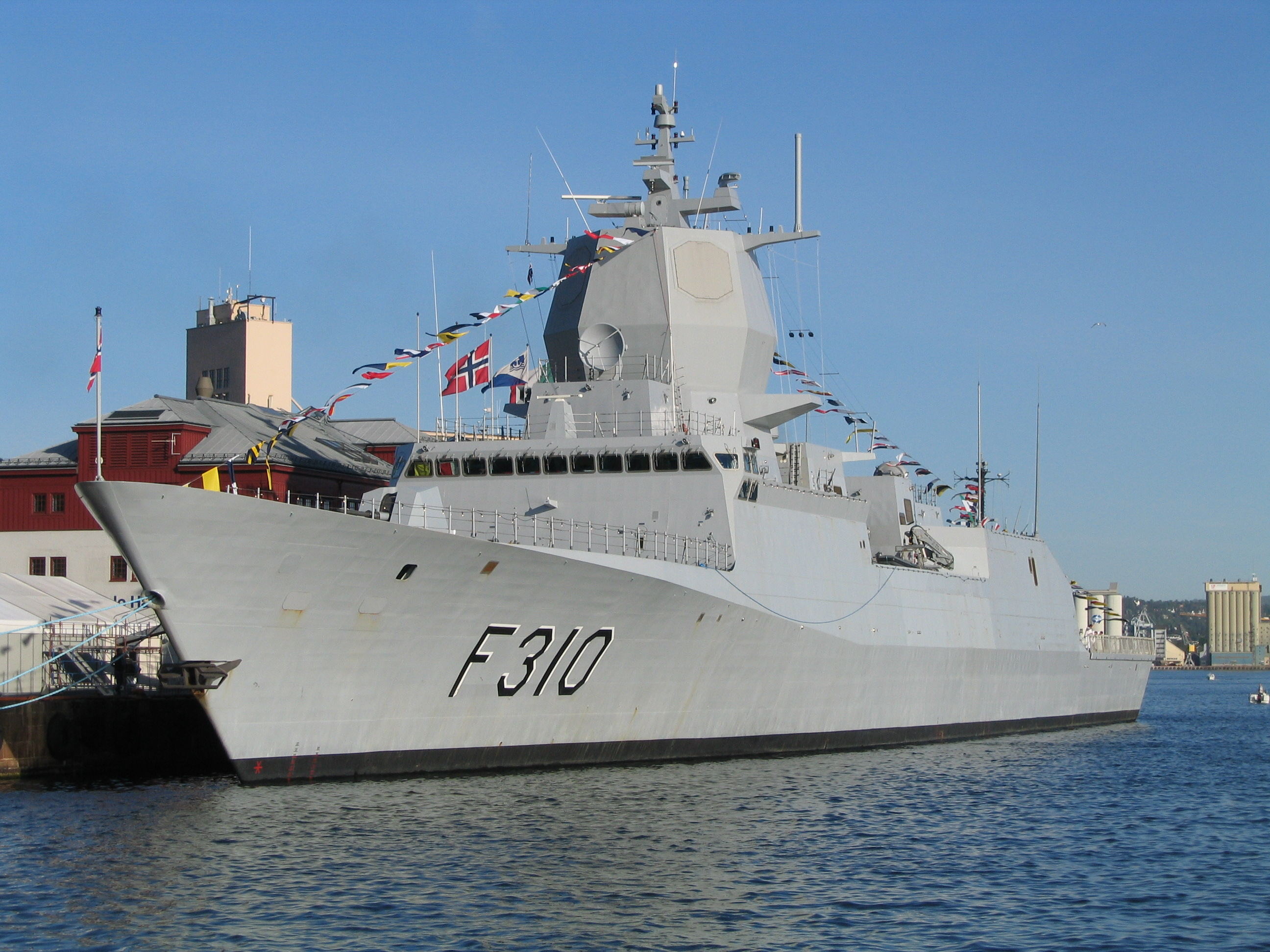
Fregata typu Fridtjof Nansen

Flota Norweska – flota stanowiąca trzon norweskiej Królewskiej Marynarki Wojennej. Formacją wspierającą flotę norweską jest Straż Przybrzeżna.

## Skład
- Dowództwo Królewskiej Marynarki Wojennej w Bergen
- Flotylla Fregat
- Flotylla Torpedowców Rakietowych
  - 21 Eskadra Torpedowców Rakietowych
  - 22 Eskadra Torpedowców Rakietowych
- Flotylla Okrętów Podwodnych
- Flotylla Minowców
- Grupa Wsparcia Floty
- Grupa Sił Specjalnych Marynarki Wojennej
  - Marinejegerkommandoen, MJK (Dowództwo Strzelców Morskich) – komandosi Marynarki Wojennej
  - Kystjegerkommandoen, KJK (Dowództwo Strzelców Przybrzeżnych) – jednostka typu piechoty morskiej
  - Minedykkerkommandoen (Dowództwo Płetwonurków Minowych) jednostka płetwonurków rozbrajających miny morskie
  - Eskadra Łodzi Taktycznych (20 uzbrojonych łodzi szturmowych typu CB90)